# Fissicrambus
Fissicrambus é um gênero de mariposa pertencente à família Crambidae.